# Pilot Butte
Ne doit pas être confondu avec Pilot Rock.
Pilot Butte est un cône volcanique de l'Oregon, aux États-Unis. Il culmine à 1 261 mètres dans le centre de la ville de Bend, dans le comté de Deschutes. Le sommet peut être atteint par la route. Il offre une vue sur une partie de la chaîne des Cascades, notamment le mont Jefferson, le mont Bachelor et le mont Hood.